# Fyrhornsantilop
Fyrhornsantilopen (Tetracerus quadricornis) är en antilopart som man finner i skogarna i södra Asien. De håller främst till i Indien. Arten når fram till södra Nepal.
Den kan ha en mankhöjd på ungefär en halv meter och väga runt 20 kilo. Kroppslängden (huvud och bål) är ungefär 100 cm och därtill kommer en cirka 13 cm lång svans. Dess päls är gulbrun, magen och benens insidor är vita, den har en svart linje som går ner på benen och den har en krum rygg. Dessutom är öronens utsidor och regionen till munnen svartbruna.
Fyrhornsantilopen har, som namnet antyder, fyra horn, men det är bara hanar som har horn. Hanarna får de första två hornen vid några månaders ålder. De sitter mellan djurets öron och kan bli lika långa som öronen. De andra två får hanen vid ungefär 15 månaders ålder. De sitter mitt på pannan och kan ha en längd på ungefär 6 centimeter, men är vanligen 2,5 till 4 centimeter långa. Antiloperna tappar inte sina horn men de kan bli skadade under hanarnas strider.

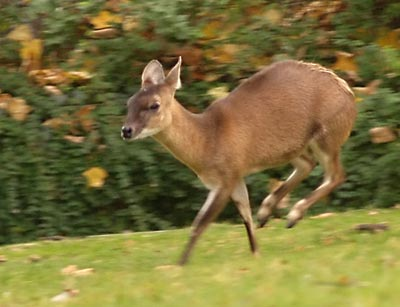
Fyrhornsantilop

Fyrhornsantilopen håller till i trädbevuxet kuperat land och alltid i närheten av vatten. De lever ensamma eller i par och de håller ett revir som de mer eller mindre aggressivt försvarar mot andra hanar, särskilt under parningssäsongen. Honan får nästan alltid två kid och ibland upp till tre ungar.
Hanar och honor parar sig under regnperioden mellan juli och september. Vid födelsen som sker efter 7,5 till 8 månader dräktighet väger ungarna cirka ett kilogram. Exemplar i fångenskap blev nästan 11 år gamla.
Beståndet hotas främst av landskapsförändringar som skogarnas och buskskogarnas omvandling till jordbruksmark. Flera individer jagas för köttets skull. IUCN uppskattar att hela populationen innehåller 7 000 till 10 000 vuxna exemplar. Arten listas därför som sårbar (VU).